# 東京センチメンタル
『東京センチメンタル』（とうきょうセンチメンタル）は、テレビ東京制作のテレビドラマである。
単発スペシャル版は2014年12月30日23:00 - 翌0:25にテレビ東京系で放送。
連続ドラマ版は2016年1月16日（15日深夜）から4月9日まで、毎週土曜日0:12 - 0:52（金曜日深夜）にテレビ東京系「ドラマ24」で放送。吉田鋼太郎は本作が単発ドラマ初主演および連続ドラマ初主演である。
単発ドラマ版は2部構成で、東京の下町にある老舗和菓子店「くるりや」を舞台に、吉田鋼太郎演じる久留里卓三が憧れの女性に再会し、淡い恋心を抱くというノスタルジックなオリジナルストーリーで描かれた。
連続ドラマ版では、主人公の久留里が55歳になってからの恋愛模様を描き、新たに大塚寧々、小栗旬をレギュラーキャストに起用している。
2017年1月3日23:30 - 翌0:55（テレビ大阪を除くテレビ東京系列5局と独立局のびわ湖放送）に『東京センチメンタルSP〜千住の恋～』、2018年3月31日（30日深夜）に『東京センチメンタルSP〜御茶ノ水の恋〜』が放送。

## キャスト
久留里卓三
演 - 吉田鋼太郎
「くるりや」店主、和菓子職人。バツ3の独身。
須藤あかね
演 - 高畑充希
「くるりや」のアルバイト。
柴田幸吉
演 - 片桐仁（ラーメンズ）
近所の理容店店主。
以下「ドラマ24」連ドラ版からの新レギュラー
荒木
演 - 小栗旬
卓三行きつけの蕎麦店店主。よき相談相手。
玲子
演 - 大塚寧々
卓三の二番目の元妻。

## 放送日程
| 話数         | 放送日         | タイトル     | ラテ欄                                                                         | 取材場所                 | 恋のゲスト                  | 他ゲスト                                                                    | 脚本                     | 監督       |
| ------------ | -------------- | ------------ | ------------------------------------------------------------------------------ | ------------------------ | --------------------------- | --------------------------------------------------------------------------- | ------------------------ | ---------- |
| 年末SP（前） | 2014年12月30日 | 谷中の恋     | 吉田鋼太郎が初主演!                                                            | 台東区谷中               | 設楽靖子 - 高岡早紀         | 学芸員 - 伊藤修子                                                           |                          |            |
| 年末SP（後） | 2014年12月30日 | 深川の恋     | 吉田鋼太郎が初主演!                                                            | 江東区深川               | 木崎みゆき - 黒川芽以       | 阿部友子 - 谷村美月 スペイン料理レストラン店員 - 鈴木亮平                   |                          |            |
| 1            | 2016年01月16日 | 柴又の恋     | 吉田鋼太郎初主演 バツ3おやじの恋物語 柴又編・親友の妻と…                       | 葛飾区柴又               | 山崎里美 - 草刈民代         |                                                                             |                          |            |
| 2            | 01月23日       | 押上の恋     | 55歳バツ3がキャバ嬢にピュア恋!? デートに母親登場で大混乱                       | 墨田区押上               | 明美 - 市川由衣             | 喜美子 - 栗田よう子                                                         |                          |            |
| 3            | 01月30日       | 人形町の恋   | 恋に落ちた女子大生 年の差34歳! 人形町で逆転キス                                | 中央区日本橋人形町       | 羽田なつ美 - 川栄李奈       |                                                                             |                          |            |
| 4            | 02月06日       | 小石川の恋   | 文京小石川〜赤提灯に涙の美女… 絶品ウニ料理は大人の恋の味                       | 文京区小石川             | 古沢ひとみ - 奥貫薫         | 弥助の女将 - 池谷のぶえ                                                     | 松本哲也                 |            |
| 5            | 02月13日       | 新井薬師の恋 | 新井薬師〜再会した和美人… 思い出の絶品天丼は青春の恋の味                       | 中野区新井薬師           | 高田みずほ - 床嶋佳子       | 山脇奈々 - 志田彩良                                                         |                          |            |
| 6            | 02月20日       | 吉祥寺の恋   | 吉祥寺の恋〜大人の階段上るイノシシ鍋… 夢追い人にエール送る名店の味             | 武蔵野市吉祥寺           | 住田龍介 - 小柳友           | モエ - トミタ栞 楳図かずお                                                  | 渡部亮平                 | 渡部亮平   |
| 7            | 02月27日       | 佃島の恋     | 佃島〜大人の隠れ家冬の逃避行… 極上蕎麦は危険な恋の香り…                        | 中央区佃                 | 佐野ゆかり - ハマカワフミエ | 安藤稔 - 岩井秀人                                                           | ブラジリィー・アン・山田 | 渡部亮平   |
| 8            | 03月05日       | 観音裏の恋   | 浅草・観音裏〜憧れの女性と最後の約束… 甘い豆かん大人の味                       | 台東区浅草               | 坂口恭子 - 市毛良枝         | 相島美香 - 小梅                                                             | ブラジリィー・アン・山田 |            |
| 9            | 03月12日       | 神保町の恋   | 神保町〜愛した女の娘と古書店巡り… 香る蕎麦は叶わぬ恋の味                       | 千代田区神田神保町       | 小林雪乃 - 白羽ゆり         |                                                                             | 日向朝子                 |            |
| 10           | 03月19日       | 神楽坂の恋   | 美食の街・神楽坂 女優と逢瀬… 幻の和牛はスキャンダルの味                        | 新宿区神楽坂             | 笹野千里 - 高橋愛           | 桐谷 - 古舘寛治                                                             | 新井友香                 |            |
| 11           | 04月02日       | 両国の恋     | 春の両国〜隅田川で再会… 元妻が流す涙は老舗さくら鍋の味                         | 墨田区両国               | 桂崎啓介 - 豊原功補         |                                                                             | ブラジリィー・アン・山田 |            |
| 12（最終話） | 04月09日       | 不忍の恋     | 上野不忍〜4度目の結婚へ! 見合い相手が流す涙の真相はふぐの味                    | 台東区不忍               | 宮永千佳 - 広末涼子         |                                                                             | 松本哲也                 | 三木康一郎 |
| 新春SP       | 2017年01月03日 | 千住の恋     | バツ3親父の危険な恋                                                            | 足立区千住               | 藤原美奈子 - 黒木瞳         | 高倉正弘 - 福士誠治 海老原留美 - 鈴木杏                                     | 松本哲也                 | 松本佳奈   |
| SP           | 2018年03月31日 | 御茶ノ水の恋 | 花か団子か!? 波乱の三角関係! VS年下男子 料理教室の美人先生にドロ沼不倫の過去!? | 文京区湯島〜千代田区神田 | 秋本楓 - 吉瀬美智子         | 増田慎之介 - 青柳翔 高木博 - 山田純大 藤井唯 - 阿部純子 カリナ - 玉城ティナ | 松本哲也                 | 松本佳奈   |

## スタッフ
- 題字 - 吉田鋼太郎
- 脚本 - 三木康一郎、ブラジリィー・アン・山田、松本哲也、渡部亮平、日向朝子、新井友香
- 音楽 - 柴田徹也
- 主題歌 - MACO（ユニバーサルミュージック）
  - 「恋心」 （連続ドラマ）
  - 「日記」（SP〜千住の恋〜）
  - 「君のシアワセ」（SP〜御茶ノ水の恋〜）
- 音楽協力 - テレビ東京ミュージック
- ロケ協力 - 東京ロケーションボックス、台東区フィルム・コミッション、 谷中初音小路 ほか
- 技術協力 - キアロスクーロ撮影事務所
- 照明協力 - オフィスドゥーイング
- 美術協力 - テレビ朝日クリエイト
- MA - ブル
- プロデューサー - 井関勇人（テレビ東京）、藤原努（ホリプロ）
- 監督 - 三木康一郎、今泉力哉、渡部亮平、日向朝子、松本佳奈
- 制作協力 - ホリプロ
- 製作著作 - テレビ東京

## ネット局と放送時間

### 2014年年末特別ドラマ
| 放送対象地域   | 放送局                | 系列           | 放送日時            | 放送期間       | 備考       |
| -------------- | --------------------- | -------------- | ------------------- | -------------- | ---------- |
| 関東広域圏     | テレビ東京（TX）      | テレビ東京系列 | 火曜 23:00 - 翌0:25 | 2014年12月30日 | 制作局     |
| 北海道         | テレビ北海道（TVh）   | テレビ東京系列 | 火曜 23:00 - 翌0:25 | 2014年12月30日 | 同時ネット |
| 愛知県         | テレビ愛知（TVA）     | テレビ東京系列 | 火曜 23:00 - 翌0:25 | 2014年12月30日 | 同時ネット |
| 大阪府         | テレビ大阪（TVO）     | テレビ東京系列 | 火曜 23:00 - 翌0:25 | 2014年12月30日 | 同時ネット |
| 岡山県・香川県 | テレビせとうち（TSC） | テレビ東京系列 | 火曜 23:00 - 翌0:25 | 2014年12月30日 | 同時ネット |
| 和歌山県       | テレビ和歌山（WTV）   | 独立局         | 火曜 23:00 - 翌0:25 | 2014年12月30日 | 同時ネット |
| 岐阜県         | 岐阜放送（GBS）       | 独立局         | 金曜 21:00 - 22:25  | 2015年1月23日  | 24日遅れ   |
| 福島県         | 福島中央テレビ（FCT） | 日本テレビ系列 | 土曜 14:30 - 15:55  | 2015年1月24日  | 25日遅れ   |
| 愛媛県         | あいテレビ（ITV）     | TBS系列        | 日曜 15:24 - 16:54  | 2015年2月15日  | 47日遅れ   |
| 山形県         | テレビユー山形（TUY） | TBS系列        | 火曜 23:53 - 翌1:18 | 2015年3月31日  | 91日遅れ   |
| 静岡県         | 静岡放送（SBS）       | TBS系列        | 火曜 23:53 - 翌1:18 | 2015年3月31日  | 91日遅れ   |

### 2017年新春スペシャル
| 放送対象地域   | 放送局                | 系列           | 放送日時                | 放送期間      | 備考       |
| -------------- | --------------------- | -------------- | ----------------------- | ------------- | ---------- |
| 関東広域圏     | テレビ東京（TX）      | テレビ東京系列 | 23:30 - 翌0:55          | 2017年1月3日  | 制作局     |
| 北海道         | テレビ北海道（TVh）   | テレビ東京系列 | 23:30 - 翌0:55          | 2017年1月3日  | 同時ネット |
| 愛知県         | テレビ愛知（TVA）     | テレビ東京系列 | 23:30 - 翌0:55          | 2017年1月3日  | 同時ネット |
| 岡山県・香川県 | テレビせとうち（TSC） | テレビ東京系列 | 23:30 - 翌0:55          | 2017年1月3日  | 同時ネット |
| 福岡県         | TVQ九州放送（TVQ）    | テレビ東京系列 | 23:30 - 翌0:55          | 2017年1月3日  | 同時ネット |
| 滋賀県         | びわ湖放送（BBC）     | 独立局         | 23:30 - 翌0:55          | 2017年1月3日  | 同時ネット |
| 大阪府         | テレビ大阪（TVO）     | テレビ東京系列 | 0:35 - 2:05（15日深夜） | 2017年1月16日 | 遅れネット |